# Talkî, Novohrad-Volînskîi
Talkî (în ucraineană Тальки) este un sat în comuna Barvînivka din raionul Novohrad-Volînskîi, regiunea Jîtomîr, Ucraina.

## Demografie
Componența lingvistică a localității Talkî
     Ucraineană (99,75%)
     Alte limbi (0,25%)
Conform recensământului din 2001, majoritatea populației localității Talkî era vorbitoare de ucraineană (99,75%), existând în minoritate și vorbitori de alte limbi.